# Попов, Григорий Фёдорович
Григорий Фёдорович Попов — советский военный, государственный и политический деятель, генерал-лейтенант.

## Биография
Родился в 1917 году в селе Мацнёво. Член КПСС.
С 1938 года — на военной службе, общественной и политической работе. В 1938—1976 гг. — в Рабоче-Крестьянской Красной Армии, участник Великой Отечественной войны, секретарь Военного Совета 38-й армии, комсорг политотдела 67-й армии, на политической работе и командных должностях в Советской Армии, член Военного Совета — начальник Политуправления Дальневосточного военного округа, начальник политуправления Генерального Штаба Вооружённых Сил СССР.
Избирался депутатом Верховного Совета РСФСР 8-го и 9-го созывов.
Умер в Москве в 1976 году.